# 小早川家の秋
『小早川家の秋』（こはやがわけのあき）は、小津安二郎監督による1961年公開の日本映画である。

## 概要

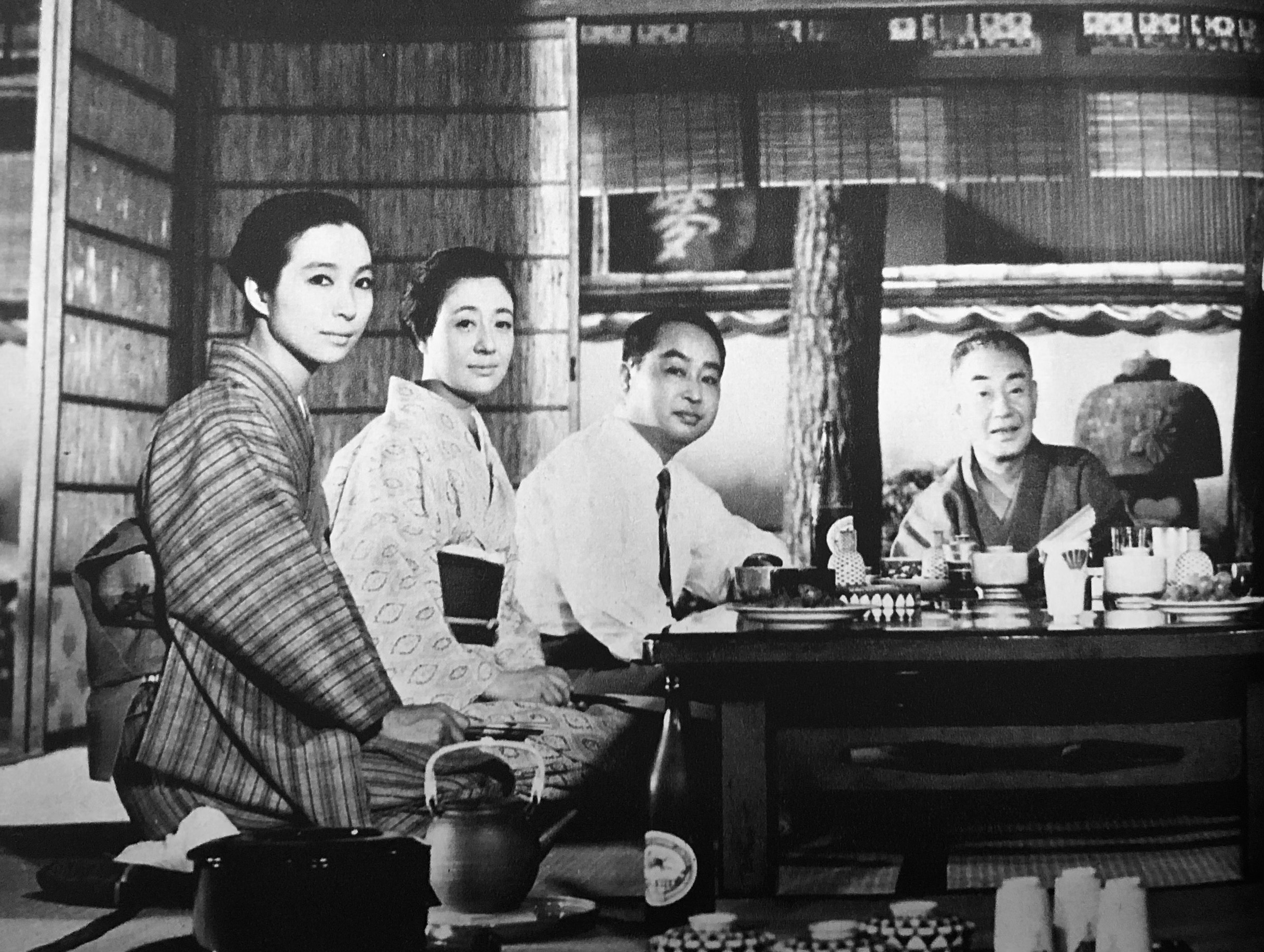
新珠三千代、加東大介、中村鴈治郎ら

兵庫県宝塚市に存在した宝塚映画制作所（現・宝塚映像）の創立10周年記念作品として、巨匠・小津安二郎を招聘した作品である。
松竹を拠点にしてきた小津が、東宝（製作は宝塚映画）で監督した唯一の作品で、大阪や京都など純粋に関西を舞台にしている点でも貴重な一本である。なお、表題の姓「小早川」は「こばやかわ」ではなく「こはやがわ」と読む。脚本は、野田高梧と小津との共同執筆によるオリジナルであり、前作『秋日和』(1960年)完成直後より蓼科高原の野田の山荘で執筆された。
小津が東宝で映画を製作することとなったのは、表向きは『秋日和』で、当時、東宝専属だった原節子と司葉子が松竹に出演したことの見返りとなっているが、実際は小津の大ファンだった藤本真澄プロデューサーをはじめとする東宝首脳陣の小津招聘作戦が功を奏したものだったという。『早春』（1956年）に東宝専属の池部良が出演した際には、当時の森岩雄製作本部長が池部に「何としても小津さんの気に入られて、東宝に来てもらうように頼みなさい」という命令を下すほどの熱の入れようだった。小津は既に松竹以外の他社では、新東宝で『宗方姉妹』（1950年）を、大映で『浮草』（1959年）を撮っていたが、五社協定が厳しかった時代に、小津のような松竹を代表する巨匠が東宝で映画を撮ることは稀有なことであった。
藤本には、東宝の専属俳優達を強烈な個性を持つ小津映画に出演させて、今までとは異なるイメージを引き出したいという狙いもあった。そのため、本作品は新珠三千代、宝田明、小林桂樹、団令子、森繁久彌、白川由美、藤木悠ら東宝スター総出演となっている。また、小津も熟練の職人芸で毛色の異なる俳優たちを的確に演出している点も、この作品の見どころの一つとなっている。内容的にも結婚を巡るドラマのスケールを広げて、京都・伏見の造り酒屋の大家族を巡るホームドラマ大作となったが、小津の視点はあくまでも主人公である小早川万兵衛(中村鴈治郎)の老いらくの恋とその死に向けられ、この頃小津が自らを「道化」と称していた心境とも重なるものとなった。万兵衛の葬儀を描いたラストの葬送シーンは11分45秒にわたるこの映画のクライマックスだが、小津は火葬場の煙突から上る煙や墓石を強調し、それらの場面を黛敏郎作曲による『葬送シンフォニー』で盛り上げ、なおかつ笠智衆と望月優子の夫婦による宗教的な会話を挟むことによって、小津作品の中でも最も強烈に死生観を感じさせるものとなっている。なお、本作は原節子とのコンビ最終作ともなった。
この作品で初めて小津映画に出演した俳優のうち、小津の好みにかなったのは、小林桂樹、藤木悠、団令子などであった。特に小津が夢中になったのは新珠三千代であり、撮影の合間には「松竹で作る次回作に主演してくれ」と小津が新珠に懇願する場面もあった。反対に、小津にとって演出しづらかったのは、森繁久弥や山茶花究などアドリブ芝居を得意とする俳優だったという。特に森繁は、小津をへこましてやろうという闘争心剥き出しだったために、小津もその演出に苦労した。森繁が「小津に競輪なんか撮れっこない」と言ったエピソードなども知られている。小津は扱いづらい俳優と仕事をする際には、根気強く説得するのではなく、やや突き放して冷淡に接したといわれているが、当時性格俳優として人気のあった山茶花究などは、この小津の態度に戸惑い、失意さえ味わったという。
小津は松竹からスタッフを1人も連れて行かずにこの作品を撮った。東宝は小津を招くということで、当時の東宝を代表する一流のスタッフを揃えた。撮影の中井朝一は黒澤明作品の常連であり、照明の石井長四郎は成瀬巳喜男作品を支えてきたスタッフである。そのため、小津の他の松竹作品とは違った独特の緊張感が漂っている。ただし、編集に関しては、自分の生理にあったフィルムの繋ぎにこだわるあまり1コマを半分に切ることまでする小津の要求に応えることは困難を極め、最終的には松竹から小津の長年のパートナーである浜村義康が急遽呼ばれることとなった。また、赤い色にこだわる小津は、この作品でも松竹作品と同じくアグファ社のフィルムを使用している。赤い色へのこだわりは、撮影のほか、衣装や小道具にも及び、赤い小道具を撮影する際には、スタッフ全員でスタジオ内を掃除し、異物が写り込まないように細心の注意を払った。ラストシーンで、葬送の行列が川にかかった橋を渡る際に、カットによって川の流れの向きが逆になっている。このミスを指摘したのは試写を見た藤本真澄だったが、実際にはミスとはほとんど気づかないくらいの些細なものであるという。

## あらすじ
京都の造り酒屋・小早川の長男は早く死に、その未亡人の秋子に親戚の北川が再婚話を持ってくる。相手の磯村は鉄工所の社長でちょっとお調子者だ。また、次女の紀子も婚期を迎えて縁談が持ち込まれるが、彼女は大学時代の友人で、札幌に転勤することになっている寺本に思いを寄せていた。一方、小早川の当主・万兵衛は最近、行き先も告げずにこそこそと出かけることが目立つようになった。店員の丸山が後を尾けるが、したたかな万兵衛に見つかってしまい失敗。小早川の経営を取り仕切る入り婿の久夫と長女の文子夫婦が心配して行方を突き止めると、そこはかつての愛人・佐々木つねの家だった。さんざん死んだ母を泣かせた万兵衛の女好きがまた始まったと怒る文子。万兵衛はつねとその娘百合子との触れあいに、特別な安らぎを感じているようだったが、そこで倒れて亡くなる。葬式の日、紀子は秋子に札幌へ寺本と一緒に行く決心を告げるのだった。

## スタッフ
- 監督：小津安二郎
- 脚本：野田高梧、小津安二郎
- 製作：藤本真澄、金子正且、寺本忠弘
- 撮影：中井朝一
- 美術：下河原友雄（大映）
- 照明：石井長四郎
- 音楽：黛敏郎
- 録音：中川浩一
- 整音 : 下永尚
- 助監督：竹前重吉
- 編集：岩下広一
- 現像：東京現像所
- 製作担当者：安恵重喜
- 美術品考撰：岡村多聞堂
- 工芸品考撰：喜多川
- 衣裳孝撰：浦野染織研究所

## キャスト
- 小早川秋子（長男の未亡人）：原節子
- 小早川紀子（次女）：司葉子
- 小早川文子（長女）：新珠三千代
- 文子の夫・久夫：小林桂樹
- 寺本忠：宝田明
- 佐々木百合子：団令子
- 佐々木つね：浪花千栄子
- 中西多佳子：白川由美
- 番頭・山口信吉：山茶花究
- 店員・丸山六太郎：藤木悠
- 農夫：笠智衆
- 農夫の妻：望月優子
- 北川弥之助（万兵衛の義弟）：加東大介
- 北川照子（万兵衛の亡妻の妹・弥之助の妻）：東郷晴子
- ホステス：環三千世
- 文子の息子・正夫：島津雅彦
- 秋子の息子・ 稔 ：渡辺秀人
- 医者：内田朝雄
- 磯村英一郎：森繁久彌
- 加藤しげ（万兵衛の妹）：杉村春子
- 林清造（万兵衛の弟）：遠藤辰雄
- 小早川万兵衛：中村鴈治郎（大映）
- 早川恭二、鷹取まき子、京まゆみ、吉川雅恵、結城三千代、西川冨美子、橘美津子、川原健、清水義和
- 梅香ふみ子、津川アケミ、森明子、千村克子、園ゆかり、山本美紀子、瀬川恭助

## 作品データ
- 製作 : 宝塚映画撮影所
- フォーマット : カラー　スタンダードサイズ（1.37:1）　モノラル
- 初回興行 :
- 同時上映 :